# Андроник Палеолог Кантакузин
Андроник Палеолог Кантакузин (на гръцки: Ανδρόνικος Παλαιολόγος Καντακουζηνός, починал на 4 юни 1453 г.) е последният велик доместик на Византийската империя. Присъстващ в Константинопол по време на превземането му от турците през 1453 г., Андроник е един от групата висши имперски сановници, екзекутирани по заповед на османския султан Мехмет II пет дни след превземането на града.
Андроник е сред онези, които съветвали император Константин XI Палеолог да вземе за своя трета съпруга Анна, дъщерята на трапезундския император Давид II Велики Комнин, вместо Мара, дъщерята на сръбския деспот Георги Бранкович. Името му се появява в договора между Византия и Венеция, сключен през април 1448 г., на мястото на Димитър Палеолог Кантакузин, който по това време не бил на разположение.
Вероятно Андроник е великият доместик Кантакузин, когото император Йоан VIII Палеолог изпраща при сърбите през есента на 1436 г., за да ги убеди да изпратят делегация на Фераро-флорентинския събор относно унията между църквите. Историкът Силвестър Сиропулос описва този човек като „шурей на сръбския деспот“, т.е. Андроник Палеолог Кантакузин вероятно е бил брат на Ирина Кантакузина, съпругата на Георги Бранкович. Сръбската църква отказа да участва в събора и ако идентификацията е правилна, това би могло да обясни мотивацията на Андроник да се противопостави на брака между император Константин и Мара Бранкович.

## Семейство
Според родословието на съпругата на Хуго Бузак, съставена от самия Бузак, Андроник е брат на Георги Палеолог Кантакузин и заедно с Георги вероятно е син на морейския деспот Димитър I Кантакузин или на неговия брат Теодор Кантакузин. Андроник е бил женен и е имал поне един син, който се оженил за дъщерята на великия дука Лукас Нотарас. Дука разказва как по-младият Кантакузин бил придружен от своя тъст по време на тяхната екзекуция.

## Цитирана литература
- Nicol, Donald (1968). The Byzantine family of Kantakouzenos (Cantacuzenus) ca. 1100 – 1460: A Genealogical and Prosopographical Study, Dumbarton Oaks studies 11. Washington, DC: Dumbarton Oaks Center for Byzantine Studies, pp. 179ff, OCLC 390843, https://books.google.com/books?id=HqdBAAAAIAAJ
- Nicol, Donald (1973). The Byzantine Family of Kantakouzenos: Some Addenda and Corrigenda. – Dumbarton Oaks Papers, 27. Dumbarton Oaks, Trustees for Harvard University, 1973,  309 – 315, https://www.jstor.org/stable/1291347
- The Fall of the Byzantine Empire: A Chronicle by George Sphrantzes, 1401 – 1477. Translated by Marios Philippides. Amherst: University of Massachusetts press, 1980

|  | Тази страница частично или изцяло представлява превод на страницата Andronikos Palaiologos Kantakouzenos в Уикипедия на английски. Оригиналният текст, както и този превод, са защитени от Лиценза „Криейтив Комънс – Признание – Споделяне на споделеното“, а за съдържание, създадено преди юни 2009 година – от Лиценза за свободна документация на ГНУ. Прегледайте историята на редакциите на оригиналната страница, както и на преводната страница, за да видите списъка на съавторите. ВАЖНО: Този шаблон се отнася единствено до авторските права върху съдържанието на статията. Добавянето му не отменя изискването да се посочват конкретни източници на твърденията, които да бъдат благонадеждни. |